# Mary Mouser
Mary Matilyn Mouser (ur. 9 maja 1996 w Pine Bluff) – amerykańska aktorka, która wystąpiła m.in. w serialach Anatomia prawdy, Freakish i Cobra Kai.

## Filmografia

### Filmy
- Szopy w natarciu jako różne głosy
- Son of the Mask jako Alvey Avery
- Tarzan 2: Początek legendy jako różne głosy
- Final Fantasy VII: Advent Children jako różne głosy
- Czerwony Kapturek – prawdziwa historia jako różne głosy
- Bambi II jako głos
- Mindi i Brenda jako młoda dziewczyna
- Holly Hobbie i przyjaciele: życzenia świąteczne jako Lill
- Mr. Fix It jako Christine Pastore
- A Stranger’s Heart jako Sarah „Cricket” Cummings
- Penny dreadful jako Clara Fowler
- Łowcy smoków jako Zoe
- Delgo jako Baby Delgo
- Ball Don’t Lie jako Julia
- Ślubne wojny jako różne głosy
- Nie-przyjaciele jako Savannah O’Neal/Emma Reynolds

### Seriale
- Bez śladu jako Amy Rose
- Hoży doktorzy jako mała dziewczynka
- Detektyw Monk jako księżniczka
- Niepojęty jako Kylie
- CSI: Kryminalne zagadki Las Vegas jako Cassie McBride
- Diabli nadali jako Marissa
- Agenci NCIS jako Kelly Gibbs
- Eloise: Animowana seria jako Eloise
- Stan umysłu jako Ashley Petrovsky
- Dzika Afryka jako Mia Weller
- Powrót do życia jako Carin Sutter
- Magia kłamstwa jako Tyler
- Zaklinacz dusz jako Madison
- Anatomia prawdy jako Lacey Fleming
- The Preschool Trio jako Lauren Brooks
- Freakish jako Mary Jones
- Cobra Kai jako Samantha LaRusso
- Zabójcze umysły jako Rebecca